# Стоцкая, Анастасия Александровна
Анастаси́я Алекса́ндровна Сто́цкая (укр. Анастасія Олександрівна Стоцька; род. 7 октября 1982, Киев, Киевская область, УССР, СССР) — российская певица и актриса, лауреат театральной премии «Золотая маска» за роль Флоренс Васси в мюзикле «Шахматы» (2022). Номинант XV ежегодной международной театральной премии зрительских симпатий «Звезда Театрала» (лонг-лист) за роль Анны Автрийской в мюзикле «Графиня де Ла Фер» (2022).

## Биография

### Семья
Бабушка — Татьяна Павловна Майкова (27 сентября 1924—2017), художница.
Мать — Анна Семёновна Стоцкая (дев. Майкова) (род. 22 февраля 1957), художница по текстилю. Отец — Александр Дмитриевич Стоцкий (род. 18 декабря 1957), врач-реаниматолог.
Единоутробный брат — Павел Майков (род. 15 октября 1975), актёр, музыкант.

### Ранние годы
Родилась 7 октября 1982 года в Киеве. В четыре года начала карьеру в вокально-хореографическом ансамбле «Кияночка», посещала музыкальную школу, занималась игрой на сопилке, на ложках и на фортепиано. С пяти лет гастролировала в составе популярных детских музыкальных коллективов страны.
Жила в Киеве до 1992 года, после поступления брата в ГИТИС переехала с семьей в рабочий район поселка Мытищи, в 1993-м — в Москву. Занимается в хореографической студии при Театре Луны в Москве, играет в детском спектакле «Фанта — Инфанта» балерину, фею, цыганку, гусара и чёрную звезду, гастролируя по территории России, странам ближнего и дальнего зарубежья, параллельно выступала совместно с участниками народного хора им. Пятницкого. В 1998 году окончила школу с углублённым изучением музыки и хореографии.
Окончила актёрский факультет Российской академии театральных искусств в 2003 году (худ. руководитель С. Б. Проханов) по специальности «Актриса театра и кино».

### Карьера
Первой работой на профессиональной сцене стала сыгранная в 18 лет роль Флёр-де-Лис в мюзикле «Нотр-Дам де Пари».
Играла с третьего курса в Театре Луны в мюзикле «Губы» по роману Владимира Набокова «Камера обскура», где её и заметил Филипп Киркоров, который в 2002 году стал продюсером Стоцкой. Сначала он пригласил её на кастинг в мюзикл «Чикаго», а после под его руководством Стоцкая записала первые песни для сольного проекта, которые заняли лидирующие строки в хит-парадах ведущих радиостанций.
В 2003 году участвовала в Международном конкурсе молодых исполнителей «Новая волна 2003» в Юрмале, где завоевала Гран-При. Успех на конкурсе ей принесло исполнение нашумевшего хита «Can’t take my eyes» и новой песни «Вены-реки».
С 2003 по 2004 год Анастасия дала более трех сотен концертов по территории Российской Федерации, в ближнем и дальнем зарубежье. В 2004 году выпустила песни — «Дай мне 5 минут», совместно с Филиппом Киркоровым «И ты скажешь…», вошедшие во все известные хит-парады, в Лондоне под руководством Стивена Бада записала первый европейский хит «Tease».
В 2005 году принимала участие в отборочном туре России на конкурс песни «Евровидение-2005» с песней «Shadows dance all around me» и заняла третье место.
В 2005 году снялась в проекте СТС «По волне моей памяти», посвящённом 30-летию выхода культового диска Д. Тухманова, где исполнила песню «Смятение».
В 2007 году принимала участие в телевизионном проекте «Цирк со звёздами».
В 2008 году работала над инновационным проектом под названием «Делаю вид», исполняя хиты в стиле поп-соул, джаз и фанк.
В 2009 году снялась в клипе Киркорова на песню «Просто подари мне» для фильма «Любовь в большом городе».
В 2010 году в паре с дзюдоистом Алексеем Леденёвым победила в шоу «Танцы со звёздами».
В 2011 году Анастасия Стоцкая снялась в украинском шоу «Звезда плюс звезда» (Зірка плюс зірка), где пела с Оскаром Кучерой.
В 2013 году с марта по май участвовала в шоу «Один в один!» на Первом канале. Вышла в финал, где заняла 5-е место в образе Пугачёвой и исполнила песню «Женщина, которая поёт».
В 2016 году участвовала в 4 сезоне «Один в один!» на канале Россия-1, где заняла 7-е место.
В 2024 году приняла участие в шоу канала НТВ «Новогодняя маска», скрывалась в маске Подснежника.
В 2024 году приняла участие в пятом сезоне шоу «Маска» на НТВ в образе Матрёшки. В одиннадцатом выпуске, вышедшем в эфир 28 апреля 2024 года, маска Матрёшки была разоблачена.

### Личная жизнь
Первый муж — Алексей Секирин, актёр. Отношения начались в 1998 году. В 2003 году супруги тайно обвенчались, однако, пять лет спустя все же расстались.
Второй муж — Cергей Абгарян, занимается ресторанным бизнесом. Отношения продолжались с 2010 по 2019 год. Официальный развод был оформлен в марте 2023 года.
Сын — Александр (род. 16.07.2011). Дочь — Вера (род. 07.05.2017).
С 2021 года встречается и живёт с артистом мюзиклов Александром Казьминым.

## Работы

### Театр

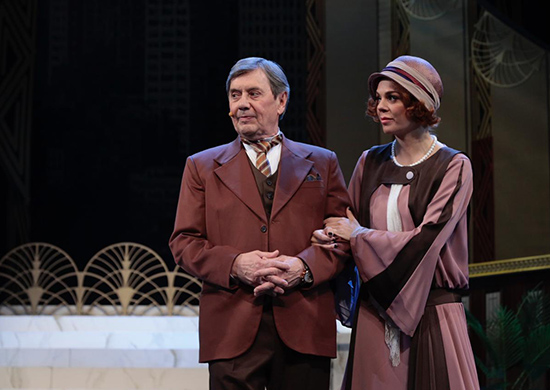
в спектакле «Леди на день». ЦАТРА, 2020 год

- 2008 — Спектакль «Большая зебра» — Сидони
- 2009 — Спектакль «Безымянная звезда» — Мона
- 2020 — Спектакль «Леди на день» (ЦАТРА) — Ани, уличная торговка
- 2024 — Спектакль «Маскарад» (ЦАТРА) — Баронесса Штраль

### Мюзиклы
Театр Луны
- 2001 — «Губы» Александра Журбина; режиссёр: Сергей Проханов — Магда Петерс
- 2017 — «Чайка» Георгия Юна; режиссёр: Артём Каграманян — Ирина Николаевна Аркадина

Продюсерский центр Philipp Kirkorov Production
- 2002 — «Чикаго» Джона Кандера; режиссёр: Уолтер Бобби — Рокси Харт

Театр «Московская оперетта»
- 2002 — «Нотр-Дам де Пари» Риккардо Коччанте; режиссёр: У. Фоукс — Флёр-де-Лис

Компания «Musical Trade»
- 2009 — «Кабаре» Джона Кандера и Фреда Эбба; режиссёр: Наталья Громушкина — Салли Боулз
- 2024 — «В джазе только девушки», режиссёр: Наталья Громушкина — Душечка[12][13][14][15]

Stage Entertainment
- 2010 — «Zorro» Джипси Кингс; режиссёр: Кристофер Реншоу — цыганка Инес
- 2014 — «Чикаго» Джона Кандера; режиссёр: Уолтер Бобби — Рокси Харт
- 2015 — «Поющие под дождём» Насио Херб Брауна; режиссёр: Кэмерон Уэнн — Лина Ламонт

Театриум на Серпуховке
- 2017 — «Летучий корабль» Максима Дунаевского; режиссёр: Егор Дружинин — Забава

Театральная компания «Бродвей Москва»
- 2018 — Спектакль «…ШОУ ПОШЛО НЕ ТАК» режиссёр: Шон Тернер — Сандра
- 2019 — «Комедия о том, КАК БАНК ГРАБИЛИ» режиссёр: Д. Фарли / А. Шевчук — Рут Монахан
- 2020 — «Шахматы» Бьорна Ульвеуса, Бенни Андерссона и Тима Райса; режиссёр: Евгений Писарев — Флоренс Васси, секундант американского шахматиста
- 2022 — «Ничего не бойся, я с тобой» Николая Фоменко и Максима Леонидова; режиссёр: Евгений Писарев — Кристина
- 2024 — «Последняя сказка» Евгения Загота; режиссёр: Филипп Разенков — Шахерезада

Musical Design Studio «Master Entertainment»
- 2019 — «Хрустальное сердце» Андрея Пронина; режиссёр: Антон Преснов — Ведьма Аскольда

Авторский проект Александра Рагулина
- 2021 — Рок-опера «КарамазоВЫ»; режиссёр: Александр Рагулин — Катерина Ивановна
- 2021 — Рок-опера «Графиня де Ля Фер»; режиссёр: Александр Рагулин — Анна Австрийская, королева Франции

Компания «Sechenov.com»
- 2021 — «Школьная история» режиссёр: Алексей Сеченов — Учитель-инклюзив — Кремлёвском дворце

Санкт-Петербургский театр музыкальной комедии
- 2021 — «Хиты Бродвея и не только…» режиссёр: Александр Суханов — Флоренс Васси, Инес, Салли Боулз, Рокси Харт

### Дискография
- Анастасия Стоцкая (2003)

1. Музыка и я
2. Влюблённая душа (дуэт с Ф. Киркоровым)
3. Вены-реки
4. Посмотри в мои глаза (Can’t take my eyes)
5. Оранжевая песня
6. Я это никому не отдам
7. Вены-реки (акустическая версия)

- Дай мне пять минут (2004)

1. Дай мне пять минут
2. И ты скажешь (дуэт с Ф. Киркоровым)
3. Летка-енка (с Хором Турецкого)
4. Дай мне пять минут (инструментальная версия)
5. И ты скажешь (инструментальная версия)

### Клипы
| Год  | Название                             | Режиссёр                           |
| ---- | ------------------------------------ | ---------------------------------- |
| 2003 | «Вены-реки»                          | Олег Гусев                         |
| 2004 | «Дай мне пять минут»                 | Михаил Антыков                     |
| 2004 | «И ты скажешь» (ft. Филипп Киркоров) | Олег Гусев                         |
| 2006 | «Прикольная»                         | Ирина Миронова                     |
| 2008 | «Этими руками»                       | Алексей Дубровин                   |
| 2009 | «Путь» (ft. Маста и Белый)           | Владимир Пасичник                  |
| 2012 | «Преступник»                         | Павел Майков                       |
| 2013 | «Влюбляться»                         | Алан Бадоев                        |
| 2014 | «Пошутила»                           | Анастасия Стоцкая                  |
| 2014 | «Ёлка, ёлка» (ft. Крупник)           | Анастасия Стоцкая, Дарья Заморская |

### Фильмография
| Год  |    | Название                           | Роль                                   |
| ---- | -- | ---------------------------------- | -------------------------------------- |
| 2003 | ф  | Дни ангела                         | Кира                                   |
| 2003 | тф | Безумный день, или Женитьба Фигаро | Сюзанна                                |
| 2005 | тф | Ночь в стиле Disco                 | камео                                  |
| 2005 | тф | По волне моей памяти               | камео                                  |
| 2006 | тф | 1-й Скорый                         | Настя                                  |
| 2006 | тф | Ночь в стиле детства               | Красная Шапочка                        |
| 2006 | с  | Девять месяцев                     | Поп-звезда Виталия                     |
| 2008 | ф  | Шут и Венера                       | Вера                                   |
| 2010 | ф  | Любовь в большом городе 2          | Вика                                   |
| 2010 | тф | Новогодние сваты                   | камео                                  |
| 2011 | тф | Новые приключения Аладдина         | умная невеста                          |
| 2012 | тф | Красная Шапочка                    | лиса Алиса                             |
| 2012 | с  | Деффчонки (3 сезон, 5 серия)       | камео                                  |
| 2013 | тф | Три богатыря                       | Марья-искусница                        |
| 2014 | тф | Алиса в стране чудес               | Королева Червей                        |
| 2018 | тф | Золушка                            | одна из дочерей мачехи                 |
| 2022 | с  | Обоюдное согласие                  | Таня Бортникова, журналистка из Москвы |

## Награды и номинации
| Год  | Награда                   | Номинация                       | Номинированная работа | Результат |
| ---- | ------------------------- | ------------------------------- | --------------------- | --------- |
| 2003 | «Золотой граммофон»       | Статуэтка «Золотого граммофона» | «Вены-реки»           | Номинация |
| 2003 | «Песня года»              | Лауреат фестиваля               | «Вены-реки»           | Победа    |
| 2003 | «ZD Awards»               | «Солистка года»                 | Анастасия Стоцкая     | Номинация |
| 2004 | «Премия Муз-ТВ»           | «Прорыв года»                   | Анастасия Стоцкая     | Номинация |
| 2004 | «MTV Russia Music Awards» | «Лучший дебют»                  | Анастасия Стоцкая     | Номинация |

- Лауреат национальной театральной премии «Золотая маска» в номинации «Оперетта-Мюзикл / Женская роль» за роль Флоренс Васси, «Шахматы», Театральная компания «Бродвей Москва» и Театр МДМ, Москва — 2022